# Johannes Nießen (Mediziner)
Johannes Nießen (* 11. Mai 1957 in Opladen) ist ein deutscher Facharzt für Allgemeinmedizin, für öffentliches Gesundheitswesen und Sozialmedizin. Er war von Juli 2019 bis Ende März 2024 Leiter des Kölner Gesundheitsamtes, dem größten Gesundheitsamt Deutschlands.

## Karriere
Nießen absolvierte sein Medizinstudium in Aachen und Bonn.
Am 10. Dezember 2021 wurde er durch Bundeskanzler Olaf Scholz in den Corona-Expertenrat der Bundesregierung einberufen.
Vom Februar 2022 bis Dezember 2023 war Nießen Vorsitzender (geschäftsführender Vorstand) des Bundesverbands der Ärztinnen und Ärzte des Öffentlichen Gesundheitsdienstes (BVÖGD).
Seit dem 18. März 2024 gehört Nießen dem Expertenrat Gesundheit und Resilienz als ständiger Gast an.
Im Oktober 2023 wurde er mit der Errichtung des Bundesinstituts für Öffentliche Gesundheit (BIÖG) beauftragt, das 2025 seine Arbeit aufnehmen soll. Außerdem wurde er zum kommissarischen Leiter der Bundeszentrale für gesundheitliche Aufklärung (BZgA) ernannt.